# Biratnagar
Biratnagar (nepali: बिराटनगर) è una città del Nepal sudorientale, nel distretto di Morang.
La sua popolazione è di 242 548 abitanti (2011). Oltre alla maggioranza nepalese, è presente anche una forte comunità di origine indiana.
Biratnagar si trova nella zona fertile e pianeggiante del Terai, ed è un importante centro commerciale (collegato con voli quotidiani a Kathmandu) per tutto il Nepal orientale. Si tratta anche di un importante hub per le importazioni dall'India.
Benché la popolazione viva prevalentemente di agricoltura (soprattutto riso e juta), l'area di Biratnagar è una delle più industrializzate del Nepal, con diverse fabbriche operanti in settori che vanno dalla chimica alla siderurgia. Ultimamente si va sviluppando anche il settore del turismo grazie alla relativa vicinanza con la Riserva Naturale Koshi Tappu, molto amata dai bird watchers.
La città è nota per la vivacità dei suoi festival induisti, tra cui l'Ashar Pandhra e il Krishna Janma Astham.
Biratnagar è anche la città in cui è cresciuto Primo ministro, Matrika Prasad Koirala, Bishweshwar Prasad Koirala, Nagendra Prasad Rijal  e Girija Prasad Koirala.
Il clima è caldo e umido tutto l'anno, con precipitazioni monsoniche di ampia portata durante l'estate.
Biratnagar è anche la città di importanti poeti nepalesi Krishna Bhushan Bal e Suman Pokhrel.